# Saticula (cigarra)
Saticula es un género de cigarras perteneciente a la familia Cicadidae.

## Especies
Hay al menos dos especies descritas en Saticula:
- Saticula coriaria Stal, 1866 c g
- Saticula vayssieresi Boulard, 1988 c g

Fuentes: i = ITIS, c = Catalogue of Life, g = GBIF,